# معركة الوادي الأبيض
معركة الوادي الأبيض أو معركة أكديري (بالتركية: Akdere Muharebesi)‏ وتسمى أيضاً بمعركة رازبويني هي حدث مهم في العصور المتوسطة لمولدوفا. وقعت المعركة في رازبويني المعروفة كذلك بالوادي الأبيض، في 26 تموز 1476، بين الجيش المولدوفي بقيادة شتيفان الثالث والجيش العثماني بقيادة السلطان محمد الفاتح.

## خلفية
في عام 1475، حاولت الدولة العثمانية فتح إمارة مولدوفا وضمها تحت سلطتها، وفي الشتاء انتهت المحاولة بالفشل وذلك في معركة فاسلوي. خلال موسم مناسب للحملات العسكرية، جمع العثمانيون جيشاً بقيادة السلطان محمد الفاتح ودخل مولدوفيا في تموز 1476. في ذلك الوقت أرسلت مجموعات من التتار من خانية القرم (الذين أصبحوا حلفاء للعثمانيين مؤخراً) للهجوم على مولدوفا. تقول بعض المصادر بأن قوات الجيش العثماني القرمي المشترك فتحت بيسارابيا وضمت آق كرمان، مما جعلها تحصل على السلطة في الجهة الجنوبية من نهر الدانوب. حاول شتيفان بأن يتجنب حرب مفتوحة مع العثمانيين متبعاً سياسة الأرض المحروقة.

## المعركة
بدأت المعركة بإستدراج القوات المولدوفية للجيش العثماني إلى داخل غابة كانت قد هيأت لإحراقها، سبب ذلك بعض الأضرار بالجيش العثماني. بحسب وصف آخر للمعركة، قاومت القوات المولدوفية عدة هجمات عثمانية مع نيران جاهز من بنادق يدوية. بعد أن رأى محمد الفاتح الخدعة التي حصلت بجنوده، أرسل السلطان حرسه الخاص لقتال المولدوفيين، مما أتاح للانكشاريين بتجميع صفوفهم وقلب نتيجة المعركة. توغل الانكشاريون إلى داخل الغابة واشتبكوا مع المولدوفيين بقتال رجل لرجل.
خسر الجيش المولدوفي بشكل نهائي (كانت الخسائر ثقيلة من كلا الجانبين، ويقول المؤرخون بأن ساحة المعركة كاملة كانت مغطاة بعظام القتلى، مما قد يكون السبب بتسمية المنطقة بالوادي الأبيض).

## بعد المعركة
تراجع شتيفان الثالث إلى الجزء الشمالي الغربي من مولدوفا إلى مملكة بولندا. وبدأ بتشكيل جيش آخر. لم يستطع العثمانيون من فتح أي من الحصون الرئيسية المولدوفية (سوتشافا، خوتين، مقاطعة نيامتس) وكانوا يتعرضون إلى المضايقة بإستمرار من هجمات كر وفر مولدوفية. وأصبحت الأمور أسوأ بعد ذلك بسبب طاعون دبلي.
وفي ذات الوقت كانت القوات المعادية للعثمانيين كانت تستجمع قواها في ترانسلفانيا تحت قيادة شتيفان الخامس، وبمساعدة قريبه فلاد الثالث، توجه بهذا الجيش للقيام بهجوم مضاد للعثمانيين.

## في الخيال
في المسرحية الرومانية (بالرومانية: Apus de Soare) يمكن معرفة تفاصيل المعركة من الحوار بين البنات والنبلاء الذين سقطوا في المعركة، حيث يشرحون كيف وجب على آبائهم وأزواجهم أن يسحبوا شتيفان من المعركة حيث أنه رفض الانسحاب من القتال.